# Association Longo Maï
Longo Maï (signifiant en occitan : « pourvu que ça dure ») est une coopérative agricole et artisanale autogérée, laïque et d’inspiration alternative, anarchiste (dite aussi « libertaire ») et anticapitaliste.
Fondée en 1973 à Limans (Alpes-de-Haute-Provence) par un groupe de militants germanophones, elle regroupe en réseau onze coopératives en France, Allemagne, Autriche, Suisse, Ukraine, Roumanie et Costa Rica.
Le nom est issu d'une formule du provençal exprimant le souhait « que ça dure » et utilisée par exemple lors des mariages : Vivo li nòvi e longo mai !, traduisible, par « Que vivent les mariés, et longtemps encore ! »

## Histoire

### Origines
Dans la foulée de Mai 68, des jeunes issus des groupes étudiants urbains en rupture avec des familles plutôt aisée, issus de suisses alémaniques et apprentis marxistes-révolutionnaires autrichiens de la ligue spartakiste, réfugiés en Suisse à la suite d'affrontements avec les groupes néonazis, se lient aux étudiants et apprentis anarcho-syndicalistes suisses du groupe Hydra,,, ou Hydra7. Ces deux organisations mènent de nombreuses actions militantes contre l’église, l’armée, les dictatures et en faveur des réfugiés, des luttes ouvrières, etc. Ils soutiennent, notamment, à Schirmeck les travailleurs qui veulent reprendre leur usine en autogestion.
La vision politique de la communauté est fortement marquée par Roland Perrot, ancien déserteur durant la guerre d'Algérie, actif en Mai 68, qui a connu personnellement Jean Giono et son expérience de commune libre au Contadour dans les années 1930,. Il s’inspire des idées fouriéristes,, en y ajoutant l’antimilitarisme, le pacifisme, l’anticapitalisme et l’absence de représentation politique.
Le fonctionnement est basé sur l’autosubsistance, la vie communautaire, les productions artisanales et agricoles, la gestion autonome et écologique de l’énergie, de l’eau, ainsi que du refus du salariat inspiré du principe communiste libertaire de la prise au tas,.

### 1973: première communauté à Limans

À Limans

Lors d'un congrès tenu en 1972, ces jeunes allemands, suisses et autrichiens décident d'expérimenter de nouvelles façons de vivre et de faire de la politique dans une région rurale dépeuplée en y fondant une communauté, « une base de survie ».
En juillet 1973, grâce à une collecte de fonds, le groupe achète un domaine de 270 ha à Limans près de Forcalquier dans les Alpes-de-Haute-Provence pour y implanter une coopérative rurale autogérée d’inspiration libertaire,. Le groupe s'inspire également de l'expérience collective qui s'est nouée dans les années 1930 autour de la figure de Jean Giono dans la même région.
Sur la colline où la communauté s’installe, il y a deux corps de ferme, Grange-Neuve (en ruine), Le Pigeonnier (à peu près habitable) et un hameau en ruine, St-Hippolyte. Les débuts sont difficiles,.
Dotée à l'origine d'un statut de société coopérative de production (SCOP), elle passe ensuite à un statut mixte mêlant groupement foncier agricole, coopérative et Exploitation agricole à responsabilité limitée (EARL).

### 1973 - 2019: création du réseau
En 1973, le ministre de l'intérieur, Raymond Marcellin, décide de refuser la demande de permis de séjour déposé par huit membres fondateurs suisses, autrichiens et allemands et donc de les contraindre à quitter la France. Ce scandale a eu un grand retentissement dans les médias et a provoqué l'arrivée à Limans de nombreux Français et Françaises en solidarité. La conséquence immédiate est la création de deux nouvelles coopératives : Espézonnes en Ardèche et Joli Mas dans le canton de Neuchâtel en Suisse.
À partir de 1976, la communauté Longo Maï achète une filature textile abandonnée à Chantemerle, près de Briançon (Hautes-Alpes), afin de mettre en place une filière de production laine à partir de son troupeau de mérinos d’Arles et de mérinos du Portugal. En 1977, elle lance une ferme coopérative dans la région de Carinthie en Autriche. En Provence elle recherche et achète des terrains et des maisons pour s'agrandir, ce qui suscite des réactions parfois hostiles chez certains habitants des environs.

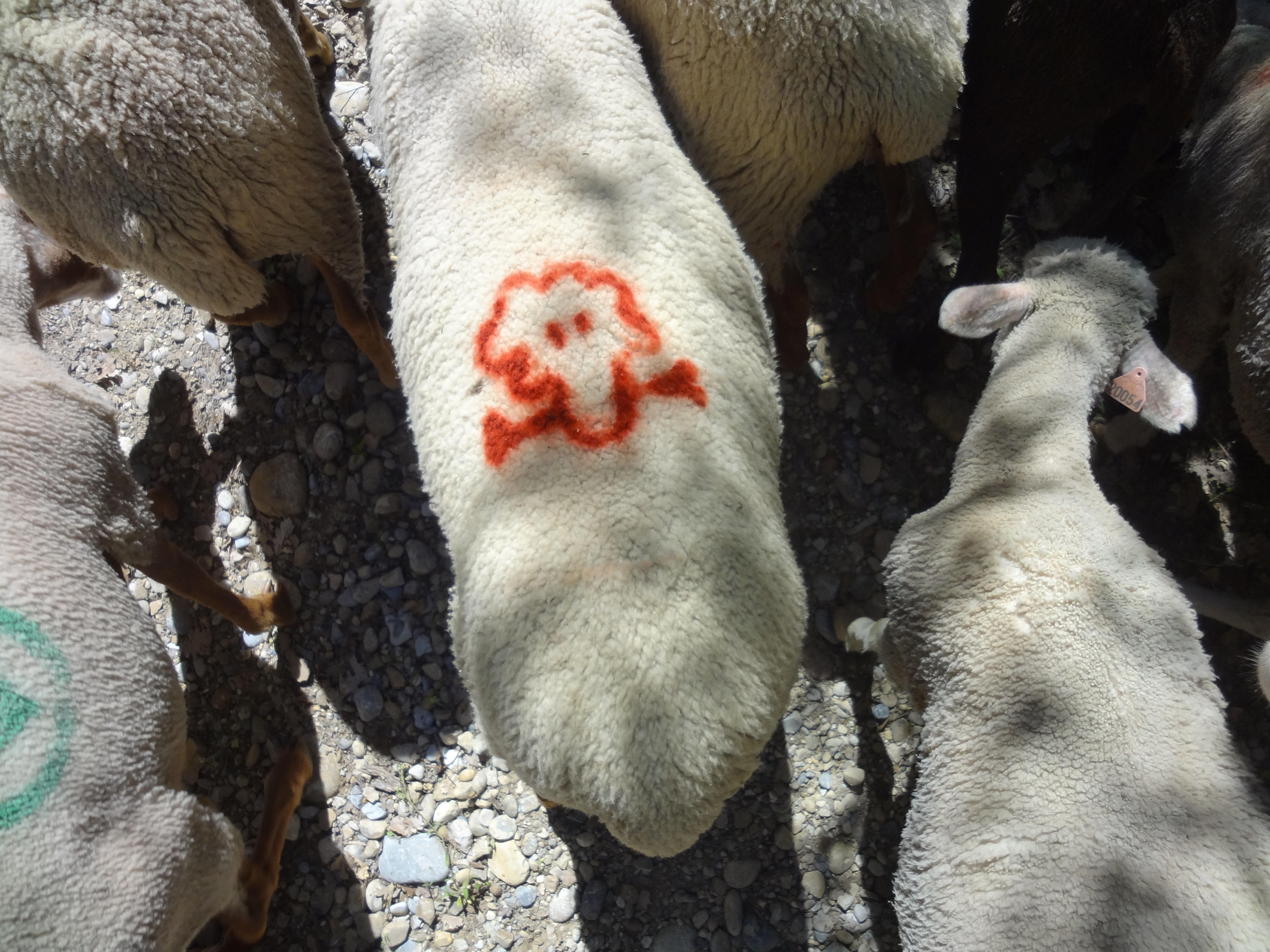
Marque de berger avec un mouton pirate, troupeau de Longo Maï

En 2023, dix coopératives en Europe fonctionnent en réseau, :
- Cinq en France, à Limans (de loin la plus grande avec une centaine d'habitants), à Chantemerle, le Mas de Granier à Saint-Martin-de-Crau (Bouches-du-Rhône) ; Treynas, commune de Chanéac, en Haute-Ardèche[3]); la Cabrery, dans le Luberon : viticulture, élevage et oliviers[4]. Il y a environ une vingtaine d'habitants au Mas de Granier, Treynas et Cabrery, tandis qu'à la filature il y a un petit groupe de personnes fixes qui sont épaulées par une rotation d'équipes venant des autres coopératives et également de collectifs amis.

- En Allemagne la ferme de Ulenkrug, Mecklembourg , à partir de 1995 (20 personnes)[7],
- Hof Stopar à Eisenkappel en Autriche (une dizaine de personnes),
- en Suisse la ferme Le Montois à Undervelier dans le canton du Jura, (Longo maï a perdu sa ferme "Joli Mas" en 1985 qui n'était que louée),
- un projet collectif dans le village de Hosman en Roumanie depuis 2019,
- un projet agricole dans le village de Nijnié Sélichtché dans la région de Transcarpathie en Ukraine, à partir de 1992.

D'autre part, Longo maï a créé une coopérative rurale du sud du Costa Rica, la Finca Sonador (es), fondée en 1979. Il s'agit d'un territoire de 800 hectares qui est initialement prévu pour les réfugiés nicaraguayens fuyant la répression exercée par le dictateur Somoza. Par la suite, de nombreux réfugiés de la guerre civile du Salvador et des paysans sans terre costaricains s'y sont installés. Les familles cultivent leurs parcelles avec des méthodes traditionnelles d'agriculture de subsistance. Peu à peu, du café, de la canne à sucre et d'autres cultures ont été plantées pour la vente. Ces dernières années, certaines familles sont passées à l'agriculture biologique.

## Campagnes internationales
Le siège de la coopérative est en Suisse, à Bâle, d’où sont organisées les campagnes de collecte de dons.
Parallèlement à ses activités agro-alimentaires, Longo Maï organise des campagnes de solidarité internationale :
- en faveur des résistants aux dictatures[2],[8] : l'accueil de 2 000 exilés chiliens, menacés par le putsch d'Augusto Pinochet lors du Coup d'État de 1973 au Chili, dans des communes suisses ; des actions de solidarité avec les Indiens Guaranis au Paraguay ; le soutien des opposants du Nicaragua en lutte contre le dictateur Anastasio Somoza Debayle, notamment par la création de la Finca Sonador au Costa Rica ;
- la création du Comité européen de défense des réfugiés et immigrés (CEDRI) en 1982 qui mene des campagnes de soutien aux réfugiés turcs et kurdes victimes de la dictature fasciste mise en place après le putsch de septembre 1980 ;
- le Forum civique européen (FCE) créé en décembre 1989 à la suite de la chute du mur de Berlin pour la création de liens d'amitié et de solidarités est-ouest ;
- le soutien au Syndicat des ouvriers de la campagne (SOC) qui défend les travailleurs saisonniers sans papier en Andalousie à la suite du pogrom raciste à El Ejido en février 2000, et plus largement des campagnes contre l'exploitation de migrants dans la production intensive de fruits et de légumes ;
- des actions importantes pendant la guerre en ex-Yougoslavie : la création d'AIM[3] une agence de presse indépendante qui a réuni une centaine de journalistes[4] dans les toutes les républiques ; une vaste campagne de soutien aux déserteurs et insoumis ; "Causes Communes", un réseau de solidarité entre communes ex-yougoslaves et suisses ;
- une campagne en faveur d'Otelo Saraiva de Carvalho, le meneur de la révolution des Œillets au Portugal ;
- des actions de solidarité au Mali[4]...
- participation au "Free Svydovets Group" qui mène la contestation en Ukraine contre un projet de méga-station de ski dans le massif de Svydovets dans les Carpates qui aurait comme conséquence la destruction d'un écosystème riche en biodiversité ;
- participation dans plusieurs réseaux engagés dans la production de semences de variétés paysannes ou anciennes de légumes et de céréales. Dans ce cadre, Longo maï a réalisé un coffret de 4 DVD avec 40 films pédagogiques sur la multiplication de semences potagères.

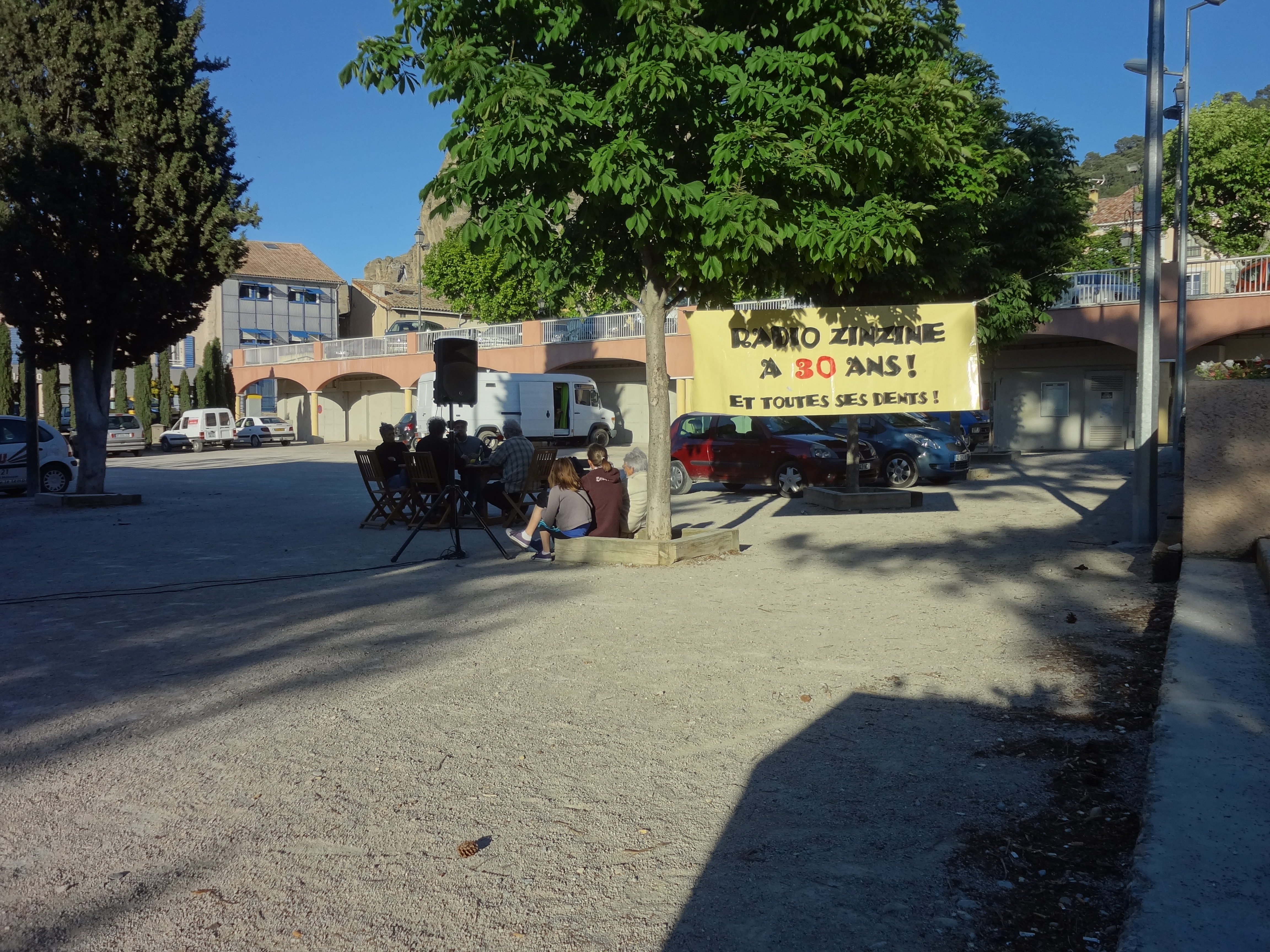
30 ans publics de Radio Zinzine

La coopérative a créé plusieurs médias de communication :
- la radio libre Radio Zinzine : fondée en 1981 et nommée d’après la colline où s’est établie la communauté ; elle a une douzaine de réémetteurs qui lui permettent de couvrir une grande zone entre Marseille et Briançon, elle peut aussi être écoutée sur Internet. La radio édite un hebdomadaire, L'Ire des Chenaies ;
- le journal Archipel, journal du Forum civique européen ;
- les Messages de Longo maï, publiés quatre fois par an
- elle édite également des livres.

### Actions de solidarité depuis l'invasion de l'Ukraine en février 2022
La présence d'un projet de Longo maï en Ukraine depuis 30 ans a permis l'existence d'un grand réseau d'amis et de contacts, d'une part, dans les différentes régions de ce pays et, d'autre part, grâce au réseau international de Longo maï, dans la plupart des pays d'Europe occidentale. Cela facilite la mise en place d'une multitude d'actions de solidarité, comme la prise en charge de réfugiés venant des zones de guerre arrivés dans le village de Nijnié Sélichtché, la fourniture d'aide humanitaire, de minibus et d'ambulances pour les régions affectées par la guerre.

## Fonctionnement de la communauté
La communauté s’administre en coopérative autogérée. Tous les biens financiers sont mis en commun et il y a un rejet du salariat. Les ressources propres de la communauté sont l’élevage, la production céréalière et maraîchère, dont elle consomme une bonne partie ; elle pratique elle-même ses coupes de bois. La coopérative de Treynas a mis en place une filière complète forêt-bois, avec une scierie, menuiserie et une équipe de charpentiers. La filature de laine est alimentée par l’hydroélectricité ; la chaleur est fournie par l’énergie solaire et le bois.
Le dimanche soir, une réunion a lieu pour organiser la semaine (équipes, réunions, projets, présentation des nouveaux-venus). Cependant, le travail s’organise entre des groupes constitués par affinités et par compétences. Les onze coopératives européennes de Longo maï regroupent environ 200 adultes et une cinquantaine d’enfants, d’une quinzaine de nationalités différentes[Quand ?]. À Limans, elle possède 280 hectares,, dont 60 labourables. Elle utilise l’eau d'un forage, des quelques sources et a installé trois lacs collinaires. Les matériaux de construction utilisés sont notamment la pierre locale, des briques en terre crue, la paille, le bois. La coopérative vend des produits agricoles bruts, mais aussi transformés : agneaux, agnelles, vêtements en laine, conserves de fruits et de légumes, vin et cosmétiques, plus rémunérateurs. Elle gère un village de vacances, le hameau des Magnans ouvert au public à Pierrerue, situé à 15 km de la coopérative de Limans.
La coopérative est soutenue par une association basée à Bâle, qui collecte des fonds. En 2004, la coopérative de Limans dépend à environ 50 % de ces aides et subventions, la moitié de ses besoins étant couverts par sa propre production,. Après des dépenses excessives les premiers temps, couvertes par des emprunts, l’association a assaini les comptes, augmenté les collectes de dons et remboursé ses dettes dans les années 1980-1990.
Des fêtes, ouvertes à tous, rassemblent la communauté :
- la nuit du 4 août, en commémoration de l'abolition des privilèges féodaux de la nuit du 4 août 1789 ;
- la fête de Radio Zinzine, début juillet.

## Controverses et critiques
Grâce à l'emprunt, la coopérative a constitué un patrimoine immobilier important dans les années 1980 : outre des domaines agricoles assez vastes, elle possède des gîtes ruraux. Ces achats et les premiers contacts peu diplomatiques avec les élus locaux ont creusé un fossé avec certains habitants des environs, ce qui a modifié les pratiques dans les implantations suivantes, mieux préparées.
De même, le militantisme tel les appels à la désobéissance civile, l’accueil de réfugiés, y compris d’Europe de l'Est et de déserteurs, notamment de l'ex-Yougoslavie, provoque l’hostilité des gouvernements qui luttent parfois activement contre la coopérative : arrêté d’expulsion du territoire français, annulé par le Conseil d'État en 1979, opération policière massive contre la communauté à Limans en novembre 1989.

### Accusations de sectarisme
En 1982, Françoise d'Eaubonne dans son livre Dossier S comme Sectes accuse Longo Maï d'être une secte, s'ensuit une procédure judiciaire de quatorze ans.
Selon le Centre Roger-Ikor, un des fondateurs, Roland Perrot, aurait eu des pratiques autoritaires ; les membres auraient été exploités : le travail serait dur et non rémunéré directement, la coopérative serait surveillée et défendue contre des intrusions ; la nourriture distribuée serait insuffisante. Prévensecte accusa même la coopérative de pratiquer la mise en propriété commune des enfants par refus de l’autorité parentale, la coopérative aurait eu une école privée interne. Cependant, les règles communes très strictes auraient été assouplies en 1982. En 1985, l'association Longo Maï est tout d'abord déboutée d'une plainte en diffamation contre le centre Roger Ikor, mais de nouvelles accusations ont donné lieu à des procès, gagnés cette fois par la communauté Longo Maï en 1995 et en 1996, contre le Centre Roger Ikor qui l'avait accusée d'être une « secte »,.
Face à ces accusations, la communauté a par ailleurs bénéficié du soutien de l’écrivain régional Pierre Magnan d’abord sceptique, Huguette Bouchardeau du PSU, Michel Cardoze, Georges Duby, René Dumont, Jean-Pierre Faye, Bernard Langlois, Jean-Pierre Pellegrin, Jean Ziegler, Arthur Villard, Friedrich Dürrenmatt, Gérard Gilly et Jackie Marchand, enseignants qui participent à l'occupation de l'école de Limans pour sa réouverture.
Cela n'empêche pas le rapport parlementaire sur les sectes de 1996, de citer Longo Maï. Selon l'ethnologue Maurice Duval :

«  [...] le fait de vivre leurs idées collectivement a amené quelques députés à classer ce groupe dans la catégorie « secte » dans le rapport parlementaire de 1996. Or, ce groupe, que l’on partage ou pas ses idées - là n’est pas la question - a le droit de vivre et de penser différemment de la majorité de la population dès lors qu’il respecte la dignité des femmes et des hommes ce qui, manifestement, est le cas. Ce rapport parlementaire classe les « sectes » en élaborant une typologie pour le moins contestable et contestée par certains chercheurs, hélas trop peu nombreux. Et dans cette classification, plusieurs catégories sont élaborées parmi lesquelles figurent « les groupes alternatifs » ! Le paragraphe introductif précise : « Ils [les groupes alternatifs] proposent en général une organisation différente des circuits économiques, du mode de production, du commerce mondial, des rapports humains ». Il serait grand temps de le souligner avec force, ce texte est une atteinte à la liberté de penser et notamment à la liberté de penser sur le mode de la contestation. [...] À ma connaissance, [Longo Maï] s’inscrit dans le cadre de la loi et ne contrevient en rien à celle-ci. L’assimilation entre « sectes » et groupes alternatifs est une avancée de la pensée unique puisque le signifiant « secte » implique « Le Mal » à détruire. »

Ces critiques ont pu servir de motivation à des opérations de police ; mais aucune n’a réussi à trouver d’élément matériel étayant ces accusations. La plus importante est celle du 29 novembre 1989, où deux cents CRS et gendarmes mobiles, avec renforts de la Direction de la Surveillance du territoire et survols en hélicoptères, à la demande du gouvernement fédéral Allemand qui accuse la communauté « d'abriter de dangereux terroristes kurdes ». Bilan : le matériel radio est cassé, une seule personne arrêtée est relâchée dans la journée. Ce jour-là, les renseignements généraux locaux refusent de participer à la descente.
L'amour libre et la famille élargie, tolérés par certains membres dans les années 1970, ne sont ni plus ni moins pratiqués actuellement que dans la société environnante. L'accusation de mise en commun des enfants doit être prise avec précaution : la coopérative a au contraire très activement milité pour la réouverture de l’école élémentaire de Limans, les adolescents fréquentent le collège de Forcalquier ou le lycée de Digne-les-Bains.

### 2023: incident de voisinage avec des chasseurs
En 2023, une dizaine de chiens de chasse se sont introduits dans la propriété de la communauté de Chanéac et ont attaqué trois de leurs cochons. Les habitants ont tués sept de ces chiens. Les chasseurs ont porté plainte contre le tireur, et les habitants ont également porté plainte pour les menaces de morts qu'ils ont reçu depuis,,.

## Commentaires
Selon le Centre de Dynamique des Groupes et d’Analyse Institutionnelle (Belgique) : « Aujourd'hui, la fibre autogestionnaire est donc loin d'être morte. En France, citons [...] le réseau, exemplaire parce que durable lui aussi et très intégré, des coopératives de Longo Maï, créé au début (!) des années 1970 par une poignée de jeunes très politisés d'Autriche (groupe Spartakus), de Suisse (groupe Hydra) et de France (soixante-huitards). Ce réseau regroupe aujourd'hui plusieurs centaines de personnes vivant principalement de leur auto-production (et sans salaire !) sur dix sites d'habitats communautaires, solidaires entre eux et répartis dans cinq pays européens ».
Selon Elena Schmitt de l'Observatoire du management alternatif d'HEC Paris : « Si la légendaire communauté de Longo Maï résiste toujours aussi bien malgré ses 35 ans d’existence, c’est principalement parce qu’elle a gardé une ouverture extrêmement forte sur le reste du monde, notamment en soutenant et communiquant autour d’autres actions politiques et idéologiques aux quatre coins de la planète. Fonctionnant en autogestion, et survivant aussi grâce aux dons de particuliers, Longo Maï est une communauté assez classique dans son organisation. Mais à travers son antenne radio, ses différentes revues et son réseau d’action international, Longo Maï représente un modèle communautaire alternatif très politisé et un emblème de la culture soixante-huitarde ».

## Publications
- Longo Maï : terre d'asile. Costa Rica / Nicaragua : 1978, 1979, Bâle, 1980 : Document numérisé.
- Nouvelles de Longo Maï, Bâle, Limans, périodicité irrégulière  (ISSN 1243-5252).

### Travaux universitaires
- Mélanie Louviaux, D'un autre agir altermondialiste, Mémoire en sociologie, Université catholique de Louvain (Belgique), septembre 2003, pp. 15-18.
- Maurice Duval, Des peurs collectives : Le discours anti-secte comme support de l'idéologie néolibérale, L'Homme et la société, 1/2005, n°155, p. 65-78, texte intégral.
- Anne-Marie Pailhes, Communautés alternatives en Allemagne de l'Est depuis 1990 : des laboratoires utopistes de l'Allemagne réunifiée ?, synthèse, in Jay Rowell, Anne-Marie Saint-Gille, La société civile organisée aux XIXe et XXe siècles : perspectives allemandes et françaises, Villeneuve-d’Ascq, Presses universitaires du Septentrion, 2010, pp. 238-241[7].
- Géraldine Brausch, Petite histoire des pratiques démocratiques ou comment mettre en œuvre l’égalité, Philocité, publication pédagogique d’éducation permanente, Seraing, Centre de Dynamique des Groupes et d’Analyse Institutionnelle, coll. Mobilisations sociales, 2011, page 54.
- Elena Schmitt, Les sentiers de l’Utopie, Isabelle Fremeaux et John Jordan, 2011, fiche de lecture, Observatoire du Management Alternatif, HEC Paris, avril 2012, page 9.

### Articles de presse
- Michel Bernard, « Les coopératives Longo Maï », S!lence, 1995, texte intégral.
- Ingrid Carlander
  - « Les irréductibles de Longo Maï », Le Monde diplomatique, mars 1996, texte intégral & texte intégral,
  - « Les irréductibles de Longo Maï », Manière de voir, n°40 « Les combats de l'histoire », juillet-août 1998[33]
  - « À Longo Maï, réussites et tâtonnements », Manière de voir, n°103 « Les révoltés du travail », février-mars 2009[34]
- Jade Lindgaard, « La ferme des radicaux », Mediapart , 26 février 2015
- Anne Jourdain, Longo Maï, sur les sentiers de l’utopie, Le Monde diplomatique, août 2023

### Radio
- Ruth Stégassy, Les 40 ans de Longo Maï, France Culture, 7 décembre 2013, écouter en ligne.
- Perrine Kervran, Longo Maï, l'utopie dure longtemps, LSD, La série documentaire, France Culture, 4 janvier 2018, écouter en ligne.